# سوسریان شنی
سوسریان شنی (به لاتین: Corydiidae)، که در گذشته به عنوان Polyphagidae شناخته می‌شد، تیره‌ای از راسته سوسری‌سانان (Blattodea) (سوسری‌ها) است. بسیاری از آنها به عنوان سوسک‌های شنی شناخته می‌شوند. این تیره به پنج زیرتیره تقسیم می‌شود که حدود ۴۰ سرده را دربر می‌گیرد. یکی از گونه‌های برجسته سوسری بیابانی، Arenivaga investigata است.